# Карбон (округ, Монтана)
Карбон (англ. Carbon County) — один из округов штата Монтана, США. Административный центр — город Ред-Лодж.

## История
Округ был создан 4 марта 1895 года путём отделения части территории от округов Парк и Йеллоустон. Получил своё название благодаря имеющимся здесь богатым месторождениям угля. Первая в штате Монтана нефтяная скважина была установлена на территории округа Карбон, в месторождении Элк-Бейсин, в 1915 году.

## География
Расположен в южной части Монтаны, на границе со штатом Вайоминг. Площадь округа составляет 5340,6 км², из них 5304,3 км² — суша и 36,3 км² — внутренние воды. Восточную часть округа занимает горный хребет Прайор, через который протекает река Бигхорн.
На территории округа Карбон находятся части национальных лесов Кастер и Галлатин.

## Климат
Карбон находится в континентальном климате, который по системе классификации климатов Кёппена сокращённо обозначается на климатических картах аббревиатурой «Dfb» с холодной, несколько сухой зимой и тёплым, более влажным летом. 
Лето прохладнее, чем в районах Монтаны дальше на севере, из-за большой высоты. Однако зимы мягче, чем в районах дальше на востоке из-за влияния ветра шинук, как и в большей части штата.

## Экономика
Основу экономики округа составляют сельское хозяйство и туризм. Ранее важную роль играла также угольная промышленность.

## Население
Население округа по данным на 2010 год составляет 10 078 человек. По данным прошлой переписи 2000 года оно насчитывало 9552 человека. По данным на 2000 год этнический состав был следующим: белые — 97,7 %; коренные американцы — 0,68 %; азиаты — 0,36 % и афроамериканцы — 0,25 %. Большая часть населения имеет немецкое, английское, ирландское и норвежское происхождение. Доля лиц в возрасте младше 18 лет — 24,00 %; старше 65 лет — 16,80 %. Средний возраст населения — 42 года.